# Canal de Savières
Le canal de Savières est un petit cours d'eau de France constituant l'émissaire du lac du Bourget en Savoie,. Canalisé au cours des XIXe et XXe siècles, il est l'un des rares cours d'eau d'Europe dont le cours peut s'inverser naturellement et en intégralité lors des crues du Rhône,. Le niveau du lac du Bourget peut alors monter de plusieurs mètres, les eaux qu'il reçoit du Rhône se rajoutant à ceux de ses affluents naturels.

## Hydrologie

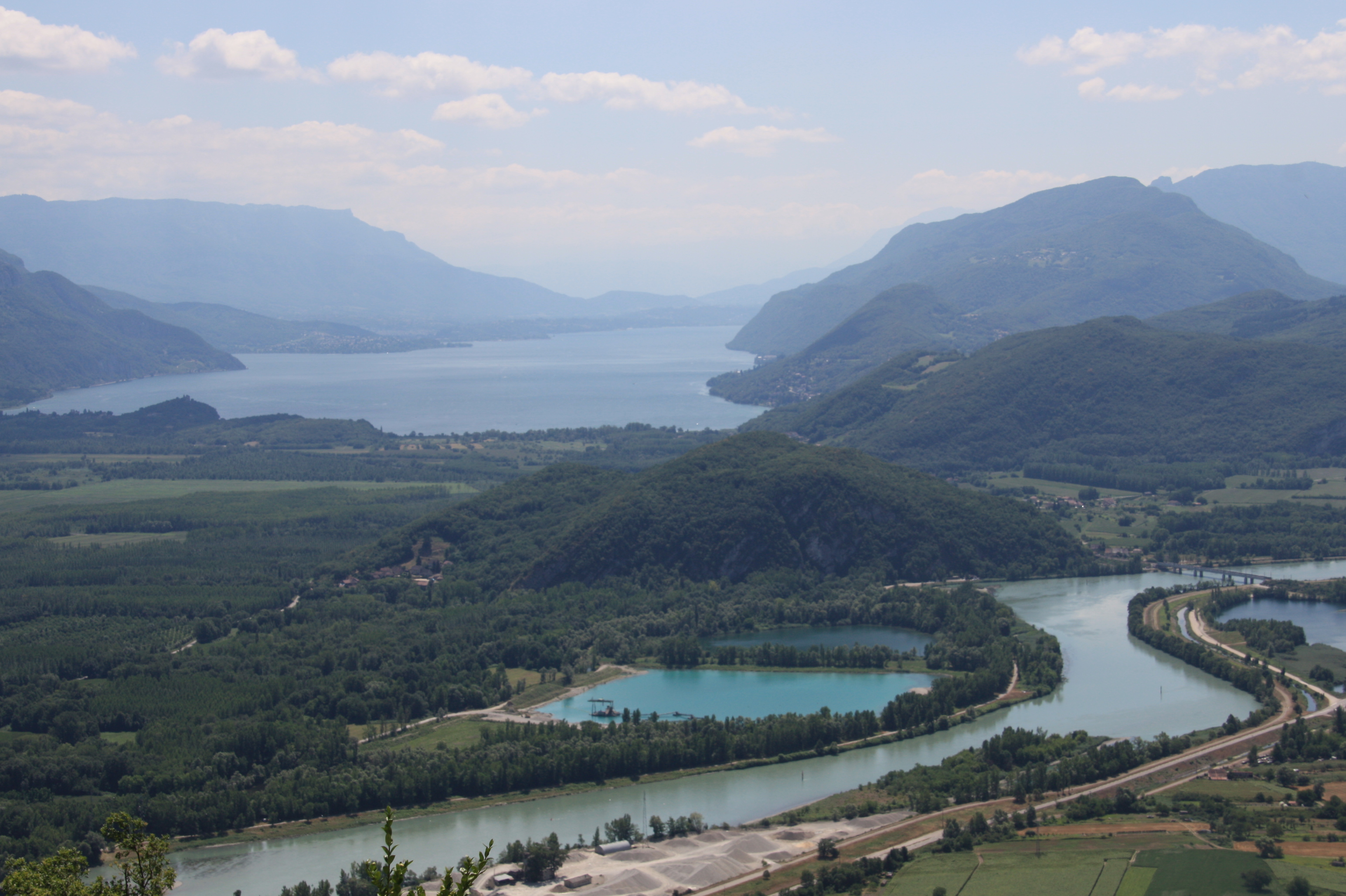
Vue du lac du Bourget depuis le Grand Colombier : le canal de Savières (non visible) prend sa source dans le lac du Bourget (dernier plan), contourne le mont Landard (à droite) avant de se jeter dans le Rhône (premier plan) juste après Chanaz (sur la droite hors de la photo).

Le canal de Savières constitue l'émissaire canalisé du lac du Bourget,. Cours d'eau sans source, il y prend son origine à son extrémité septentrionale dans les marais de Chautagne. Il s'écoule alors en contournant l'extrémité nord du mont Landard en prenant une direction nord-ouest puis en bifurquant vers le sud-ouest au niveau du hameau des Granges. Après une course de 4,5 kilomètres, le canal de Savières se jette dans le Rhône juste après avoir traversé le village de Chanaz. Il ne possède aucun affluent naturel et ne reçoit les eaux que d'un canal d'irrigation sur sa rive droite et provenant de la commune de Vions. Il constitue les limites naturelles entre les communes de Chindrieux et Vions sur sa rive droite et Conjux et Chanaz sur sa rive gauche.
Son régime hydrologique est partiellement dépendant du barrage de Savières et de l'écluse qui régulent les niveaux du canal et du lac du Bourget. Les gestionnaires du canal sont l'État et la Compagnie Nationale du Rhône.
Le canal de Savières est l'un des rares cours d'eau d'Europe dont l'écoulement peut s'inverser à la fois sur toute sa longueur et de manière naturelle,. Ce phénomène survient lorsque le Rhône est en crue et que son niveau dépasse celui du canal de Savières. L'eau du fleuve reflue alors en direction du lac du Bourget qui, privé de tout émissaire et recevant les eaux du Rhône en plus de ses affluents naturels, peut ainsi voir son niveau s'élever de plusieurs mètres,.

## Histoire

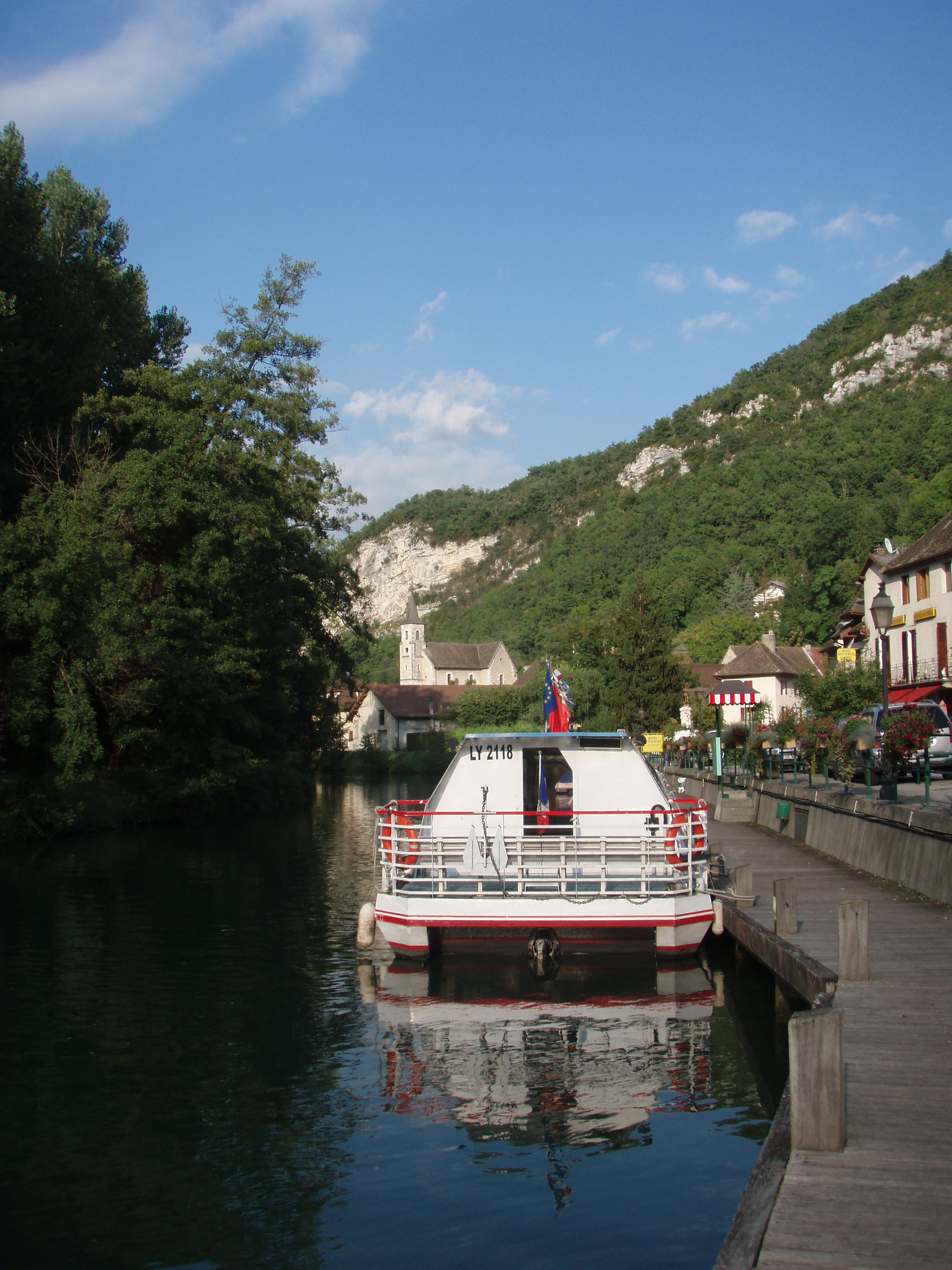
Vue du canal de Savières aménagé à Chanaz.

Le canal de Savières est utilisé comme voie navigable dès l'époque du Néolithique et constitue pendant une longue période la principale voie de communication entre la France et la Savoie.
À partir du XIXe siècle, il est canalisé afin de rendre la navigation fluviale plus aisée. Il acquiert sa configuration actuelle en 1985 lorsque la Compagnie Nationale du Rhône effectue les derniers aménagements, représentés par l'écluse de Chanaz ainsi que le barrage de Savières qui rehausse le niveau d'eau du canal de 4 mètres. L'écluse a une longueur utile de 18 mètres, une largeur de 5,25 mètres, un mouillage minimal (profondeur) de 1 mètre et une hauteur libre de 5,05 mètres. Elle fonctionne en libre service par commande électrique[réf. nécessaire]. Une passerelle reliant les deux rives du canal de Savières est réalisée par les élèves du lycée Gaspard-Monge de Chambéry et inaugurée le 23 septembre 1989 en présence de Louis Besson, alors député, conseiller général et Ministre délégué chargé du Logement en exercice.

## Économie
Le canal est utilisé pour la navigation essentiellement touristique pour des bateaux de plaisance et de compagnies privées.